# Karl-Heinz Jakobs
Karl-Heinz Jakobs (Muldszen, 20 april 1929 – Velbert, 4 november 2015) was een Duits schrijver en politicus.

## Biografie
Jakobs werd geboren in Oost-Pruisen en diende in de Tweede Wereldoorlog. In 1959 verscheen zijn eerste boek, genaamd Guten Morgen, Vaterlandsverräter. Als politicus was hij actief voor de Sozialistische Einheitspartei Deutschlands. Nadat hij geprotesteerd had tegen de Ausbürgerung van Wolf Biermann in 1976 werd hij uit de partij gezet. Later werkte hij voor de krant Neues Deutschland.
Jakobs overleed in 2015 op 86-jarige leeftijd.
- Bibsys: 90105100
- Gemeinsame Normdatei: 118556789
- International Standard Name Identifier: 0000 0001 1629 6959
- Library of Congress Control Number: n50037130
- Nationale Bibliotheek van Tsjechië: xx0003280
- Nationale bibliotheek van Australië: 35241364
- Nederlandse Thesaurus van Auteursnamen: 068428898
- Réseau des bibliothèques de Suisse occidentale: 02-A003418305
- Système universitaire de documentation: 118295578
- Trove: 878453
- Virtual International Authority File: 42629653
- WorldCat: E39PBJhRFhrt7F6K64y6kwJFKd